# Polyphony Digital
Polyphony Digital, nota come Polys Entertainment fino al 1998, è un'azienda giapponese dedita allo sviluppo di videogiochi con sede nella città di Tokyo, fondata nel 1994 da Kazunori Yamauchi; dal 2005 fa parte dei PlayStation Studios di Sony Interactive Entertainment.
L'azienda è principalmente conosciuta per aver sviluppato i videogiochi della serie Gran Turismo, considerati tra i simulatori di guida più importanti e venduti al mondo; ha inoltre collaborato con Nissan Motors per la realizzazione del computer di bordo della Nissan GT-R.

## Videogiochi
| Titolo                   | Data di uscita | Piattaforma          |
| ------------------------ | -------------- | -------------------- |
| Motor Toon Grand Prix    | 1994           | PlayStation          |
| Motor Toon Grand Prix 2  | 1996           | PlayStation          |
| Gran Turismo             | 1997           | PlayStation          |
| Omega Boost              | 1999           | PlayStation          |
| Gran Turismo 2           | 1999           | PlayStation          |
| Gran Turismo 3           | 2001           | PlayStation 2        |
| Gran Turismo Concept     | 2002           | PlayStation 2        |
| Gran Turismo 4: Prologue | 2003           | PlayStation 2        |
| Gran Turismo 4           | 2004           | PlayStation 2        |
| Tourist Trophy           | 2006           | PlayStation 2        |
| Gran Turismo HD Concept  | 2006           | PlayStation 3        |
| Gran Turismo 5: Prologue | 2007           | PlayStation 3        |
| Gran Turismo             | 2009           | PlayStation Portable |
| Gran Turismo 5           | 2010           | PlayStation 3        |
| Gran Turismo 6           | 2013           | PlayStation 3        |
| Gran Turismo Sport       | 2017           | PlayStation 4        |
| Gran Turismo 7           | 2022           | PlayStation 5        |